# Зубилиха
Зубилиха (рос. Зубилиха) — село в Краснобаковському районі Нижньогородської області Російської Федерації.
Населення становить 358 осіб. Входить до складу муніципального утворення Зубилихинська сільрада.

## Історія
Від 2009 року входить до складу муніципального утворення Зубилихинська сільрада.

## Населення
| 2002 | 2010 |
| ---- | ---- |
| 361  | ↘358 |